# 妻と飛んだ特攻兵
『妻と飛んだ特攻兵 8・19 満州、最後の特攻』（つまととんだとっこうへい 8・19 まんしゅう さいごのとっこう）は、豊田正義による、2013年刊行の日本のノンフィクション書籍。角川書店より出版された。
終戦後の1945年8月19日、満州で避難民をソ連軍から守るため、妻を一緒に乗せた上、体当たりによる攻撃を実施した実在の軍人・谷藤徹夫を題材とした。2015年に文庫本化、テレビドラマ化された。

## テレビドラマ

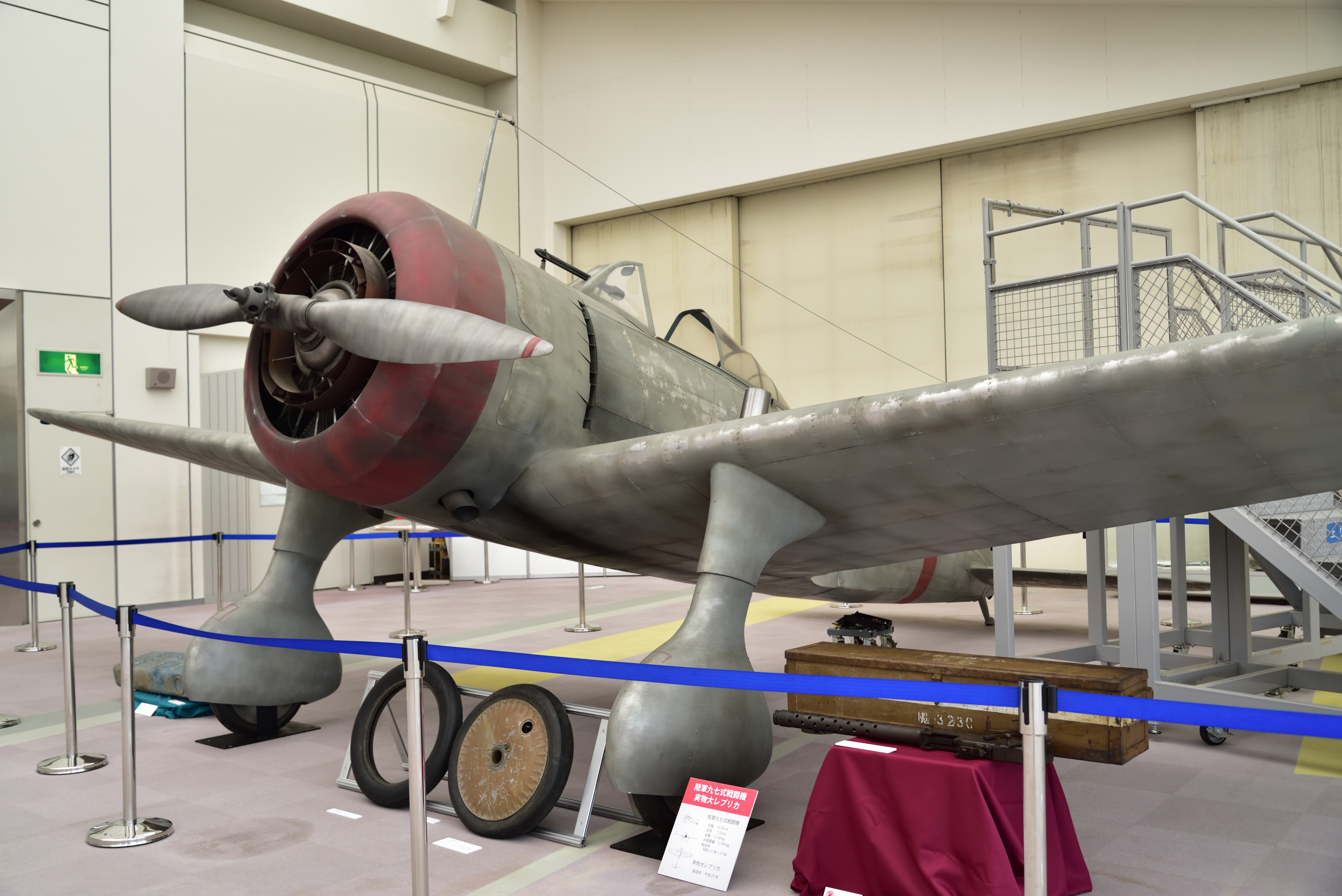
ドラマのために製作された陸軍九七式戦闘機の実物大レプリカ

『妻と飛んだ特攻兵』（つまととんだとっこうへい）は、2015年8月16日（日曜日）21:00 - 23:24にテレビ朝日系列「日曜エンターテインメント」枠で放送されたテレビドラマ。

### あらすじ
昭和20年、満州で任務に就いていた陸軍の戦闘機パイロット・山内節夫少尉は、着任直前に結婚した妻・房子を呼び寄せ、夫婦水入らずの生活を始める。
しかし、8月9日、ソ連軍が日ソ中立条約を破棄して満州に侵攻してくる。
終戦直後の8月19日、節夫らの部隊は避難民をソ連軍から守るため、特攻していく。節夫は房子を、勇はキミ子をそれぞれ一緒に戦闘機に乗せて…。

### キャスト
- 山内房子（モデルは谷藤朝子）：堀北真希
- 山内節夫（モデルは谷藤徹夫）：成宮寛貴
- 道場一男（モデルは箕輪三郎）：杉本哲太
- 西村強：八嶋智人
- 小熊勇：荒川良々
- 湯浅鉄男：堀井新太
- 木下達夫：三浦涼介
- 重永キミ子：小西真奈美
- 井上ハナ：竹富聖花
- 藤田真知子：趣里
- 道場悦：羽田美智子
- 井上文子：高島礼子
- 藤田秀雄：國村隼
- 広田大樹：萩原利久（昭和42年：伊嵜充則[2]）
- 佐々木民夫：福本清三
- 藤田幸子：伊倉愛美[3]
- 平岡拓真
- 松永渚
- 峰蘭太郎
- 陳少年：徐斌[4]
- 藤田昭夫：中村文徳[5]
- 佐々木絹代：かわさき鈴乃[6]
- 道場典子：徳永風歌[7]
- 道場克子：長田莉乃朱[8]
- ナレーション：市毛良枝

### スタッフ
- 原作：豊田正義『妻と飛んだ特攻兵 8・19、満州 最後の特攻』
- 脚本：岡本貴也
- 監督：田﨑竜太
- 音楽：安川午朗
- 撮影：朝倉義人
- 助監督：西山太郎
- 97式戦闘機製作：大澤克俊
- VFX：キルアフィルム、フレームワークス、日本エフェクトセンター
- 技斗：清家三彦
- プロダクション協力：東映太秦映画村
- ゼネラルプロデューサー：黒川徹也（テレビ朝日）
- プロデューサー：中込卓也（テレビ朝日）、菊池淳夫（東映）
- 協力プロデューサー：小柳憲子（東映）
- 制作：テレビ朝日、東映

### 撮影地
- 旧伊庭家住宅